# 坂東八平氏
坂東八平氏（ばんどうはちへいし）は、平安時代中期に坂東（関東地方）に下向して武家となった桓武平氏流の平良文を祖とする諸氏。八つの氏族に大別されていたため、「八平氏」と呼ばれ、武蔵国周辺で有力武士団を率いた代表格の家門である。

## 概要
昌泰元年（898年）に平高望が遥任国司が常態であった上総介に任じられると、子の国香・良兼・良将を伴って任地に下向し、上総は元より、国香は常陸大掾（大掾氏）、良将は鎮守府将軍を勤めるなどして、常陸国や下総国にも勢力を拡大し坂東に武士団を形成、後に平将門や清盛まで輩出する武家平氏の基盤を固めた。大掾氏やその一門がこれにあたる。他にも熊谷氏を中心とした武蔵平氏や、伊豆の土豪・北条氏に仕えた伊豆平氏（長崎氏）などがある。
続いて高望の側室の子良文も下り、その子孫が坂東各地に散らばって勢力を扶植し、後に上総氏・千葉氏・相馬氏・三浦氏・梶原氏・秩父氏・畠山氏（平姓）などの武家となった。坂東平氏の中でも特にこの良文流を指して坂東八平氏と呼んでいる。
八平氏とはいうものの、時代や年代により優勢を誇った氏族が移り変わるため、数え方はその時々で様々である。一般的には千葉氏・上総氏・三浦氏・土肥氏・秩父氏・大庭氏・梶原氏・長尾氏の八氏が多く挙げられる。また、室町時代に栄えた八つの氏族いわゆる関東八屋形と 坂東八平氏は無関係で、両方共通してその名を挙げられるのは千葉氏のみである。
桓武平氏は親王任国制度の下で親王の代わりに実務を取り仕切る親王の血族・下級貴族として活動し坂東のみならず全国で有力在庁官人となる。それと同時に武家として現地に勢力を持つ軍事貴族（武家貴族）としての一面も併せ持つようになる。後に源氏と平氏が武家の二大名門となることでわかるように、そのような出自の高さと貴族としての地位を兼ね合わせることから平氏は武家の中でも別格の存在であった。とは言え、平将門が典型であるように、東国の武家平氏は、清和源氏一門や藤原北家一門に恭順しその郎党となるか、あるいは抵抗して追討されるなどして、中央権力の獲得や幕府の成立には至らなかったが、後に坂東平氏の庶流である伊勢平氏が勢力を伸長して平清盛は西国を基盤として中央政権を牛耳るまでに至り平家と呼ばれるようになる。
源平の争乱では、平家に対峙した源頼朝と初期は敵対する氏族が多かったが、抗争を経つつ、相模・伊豆・武蔵などの坂東八平氏が多く参加し、千葉常胤、三浦義明、畠山重忠、江戸重長、梶原景時などが各地で転戦、頼朝が開いた鎌倉幕府の創設に尽力して、その功績で御家人としての地位を確立する。
良文を祖とする坂東八平氏は、忠頼の子将恒（生母は平将門の娘）を祖とする秩父氏とそれからの派生による秩父平氏（畠山氏・川越氏・豊島氏・葛西氏・江戸氏・小山田氏など）、忠常を祖とする上総氏や千葉氏の流れは房総平氏（相馬氏など）、相模全域に繁茂した鎌倉氏を中心とする相模平氏（中村氏、土肥氏、三浦氏、鎌倉氏、長尾氏、大庭氏、梶原氏）から成る。